# بلاد تكلنبورغ

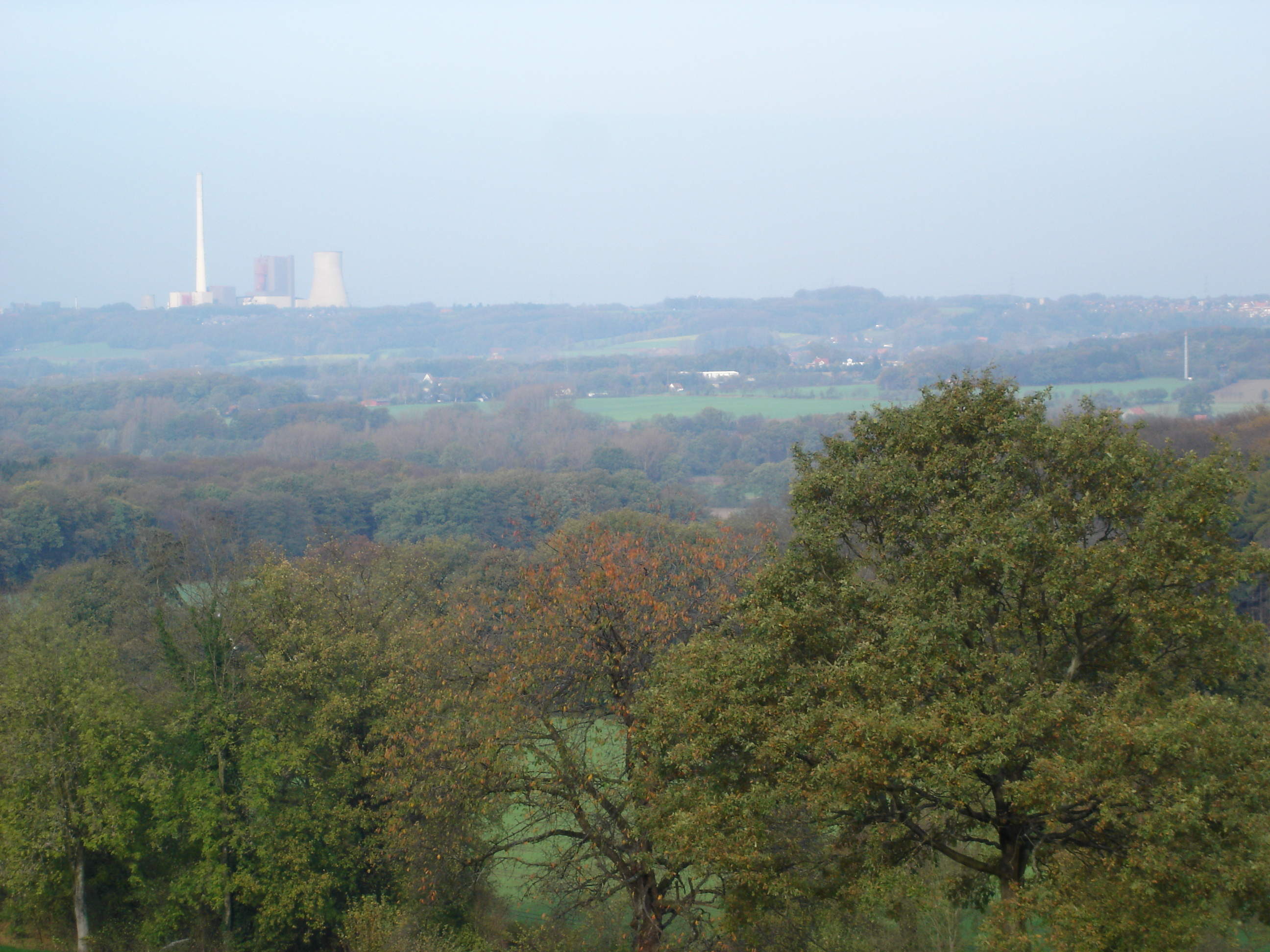
نظرة من جوار مدينة تكلنبورغ في جبال أسنينغ على وادي نهر آ قرب إبنبورن في بلاد تكلنبورغ

بلاد تكلنبورغ (بالألمانية: Tecklenburger Land) هي اقليم في ولاية شمال الراين - وستفاليا الألمانية. تتبع إداريا لقضاء شتاينفورت وبالتالي لمحافظة مونستر لكنها جغرافياً وتاريخياً تمثل إقليما بحد ذاته. تتساوى مساحة بلاد تكلنبورغ مع قضاء تكلنبورغ السابق الذي ادمج في قضاء شتاينفورت، لكنها لا تشمل بعض القرى التي كانت تتبع تاريخيا لإمارة تكلنبرورغ مثل شابن، زاربك أو همبرغن. تكون الإقليم تاريخيا من امارة تكلنبرغ والامارة السامية للينغن وقسم صغير من اقطاعية مونستر السامية. يطلق على البلاد في الوقت الراهن أحيانا اسم بلاد إبنبورن، نظرا لكون مدينة إبنبورن مركزا ثقافيا واقتصاديا للجوار.